# Darzlubie
Darzlubie (także jako Darżlubie; kaszb. Darżlëbié) – wieś kaszubska w Polsce położona w województwie pomorskim, w powiecie puckim, w gminie Puck, na Kępie Puckiej i na północno-wschodnim krańcu Puszczy Darżlubskiej.
Wieś Opactwa Cystersów w Oliwie w powiecie puckim województwa pomorskiego w II połowie XVI wieku. W latach 1975–1998 miejscowość administracyjnie należała do województwa gdańskiego.

## Historia
Pierwsze wzmianki o Darzlubiu pochodzą z roku 1296 jako „Darsolube” – własność rycerza Radosława ze Strugi. W 1300 roku rycerz Radosław sprzedał Darzlubie wraz z kilkoma okolicznymi wsiami rycerzowi, nazwanemu w przekazie z 1300 roku miles de Darsolube. W roku 1333 Darzlubie otrzymali cystersi oliwscy od Krzyżaków w zamian za posiadłości w Swornigaciach. Wieś należała do Cystersów do 1772 roku. Według przekazu z 1773 roku we wsi mieszkało 28 osób. W 1920 roku w Darzlubiu było ponad 100 gospodarstw, w których mieszkało około 800 osób. Przed 1920 wieś nosiła nazwę niemiecką Darslub.

## Nazwa
Nazwa miejscowości utworzona od nazwy osobowej *Darżelub (pomorskie imię nie poświadczone w źródłach) za pomocą dzierżawczego przyrostka *-je – „własność Darżeluba”. Pierwszy człon tego imienia ma dawną formę stopnia wyższego od przymiotnika *dorgъ, znaczącego drogi, przyjmującego pomorską postać darże- (droższy), zaś człon drugi pochodzi od czasownika *lubiti.
Formy nazwy stosowane do czasu odzyskania przez Polskę niepodległości po I wojnie światowej:
- Darsolubie (1300)[9]
- Darselube, Darsilube, Darsollub (1333)[9]
- Darselub (1342)[9]
- Daczelub (1534)[9]
- Darliup (1570)[9]
- Darzlub (1627)[9]
- Darzlubie (1682)[9]
- Darzlub (1789)[9]
- Darzlubie, Darszlub (1879)[9]
- Darzlub (1880)[11]
- niem. Darslub (1893[12], 1914[13])

Po odzyskaniu przez Polskę niepodległości nazwa miejscowości funkcjonowała zarówno w zapisie Darzlubie, jak i Darżlubie. W wykazie nazw miejscowości opublikowanym przez Główny Urząd Statystyczny po spisie powszechnym z 1921 roku miejscowość widnieje pod nazwą Darzlubie. Ta sama nazwa wymieniona została w wykazie miejscowości opracowanym w latach 30. pod kierunkiem Tadeusza Bystrzyckiego. Na mapach topograficznych Wojskowego Instytutu Geograficznego początkowo także stosowany był zapis Darzlubie – nazwa w tej postaci znalazła się na mapach z 1923 i 1927 roku, jednak na mapach późniejszych stosowano zapis Darżlubie – nazwa w tej postaci znalazła się na mapach z lat 1931, 1934, 1936, 1937 i 1938.
Po wybuchu II wojny światowej miejscowości przywrócono dawną nazwę niemiecką Darslub, którą w roku 1942 lub 1943 zmieniono na Darpstedt. Po zakończeniu wojny w dalszym ciągu istnieje dualizm nazewniczy. W 1980 roku nazwa w formie Darzlubie została potwierdzona jako urzędowa, w tej formie powtórzona została w Wykazie urzędowych nazw miejscowości i ich części z 2012 roku, a wcześniej pojawiła się w Spisie miejscowości PRL z 1967 roku. Nazwa w formie Darżlubie wymieniona za to została w wykazie Nazwy geograficzne Rzeczypospolitej Polskiej z 1991 roku, opracowanym przez Komisję Ustalania Nazw Miejscowości i Obiektów Fizjograficznych, pojawia również na mapach topograficznych wydawanych przez Głównego Geodetę Kraju (1:10 000, 1:25 000, 1:50 000, 1:100 000), a także na topograficznych mapach wojskowych (np. 1:50 000 z 1987 roku, 1:100 000 z 1994 roku i 1:200 000 z 1995 roku), na mapach turystycznych (np. mapie PPWK z 2004 roku) i w innych publikacjach (np. w Polsko-kaszubskim słowniku nazw miejscowych i fizjograficznych z 2006 roku).
Od nazwy miejscowości nazwane zostały lasy: Puszcza Darżlubska (Puszcza Darzlubska) i Lasy Oliwsko-Darżlubskie, a także rezerwat przyrody Darzlubskie Buki i Darżlubskie Źródliska.

## Zabytki
Zabytki Darzlubia to:
- Przydrożna kapliczka św. Rozalii (patronki Darzlubia) z I poł. XIX wieku
- Kilka domów o konstrukcji szkieletowej

## Inne
- Na zachód od Darzlubia znajduje się śródleśny rezerwat przyrody Darżlubskie Buki.
- Od nazwy Darzlubie wzięły nazwę nocne marsze na orientację „Darżlub” organizowane od roku 1976 przez Studenckie Koło Przewodników Turystycznych[7]
- W 1880 roku odkryto na terenie Darzlubia grób skrzynkowy z IV wieku p.n.e.[7]